# Gephyromantis webbi
A Gephyromantis webbi  a kétéltűek (Amphibia) osztályába és  a békák (Anura) rendjébe aranybékafélék (Mantellidae) családjába tartozó faj. 

## Előfordulása
Madagaszkár endemikus faja. A sziget északkeleti részén, az Antongil-öböl környékén, valamint a Nosy Mangabe-szigeten, a tengerszinttől 100 m-es magasságig honos.

## Nevének eredete
Nevét Cecil Stanley Webb brit természettudós, gyűjtő, a Zoological Society of London kurátora tiszteletére kapta.

## Megjelenése

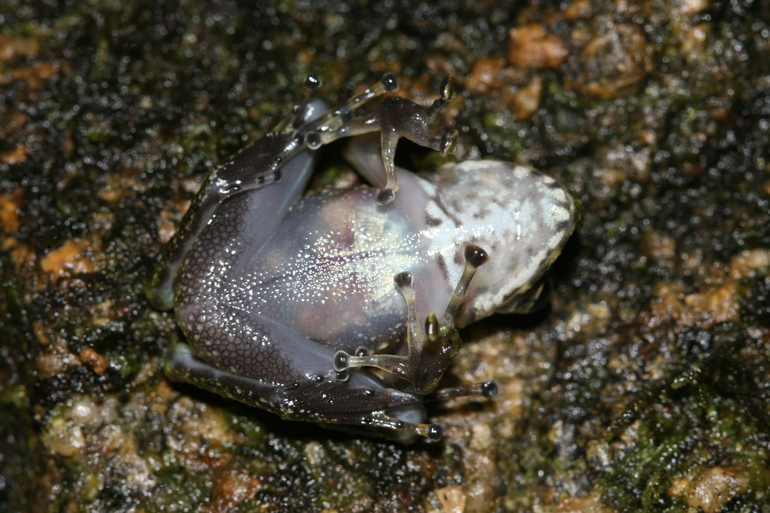
A Gephyromantis webbi hasi oldala

Kis méretű Gephyromantis faj. A  hímek testhossza 22–28 mm, a nőstényeké 28–33 mm. Feje széles. Hátának színe a mohával borított kövekre emlékeztet: zöldes, szabálytalan sötét foltokkal, és két-három haránt irányú sötét sávval. Bőre enyhén szemcsézett Hasi oldala fehéres, kevésbé pigmentált. Torka sötétebb árnyalatú. hátsó lábán sötét sávok láthatók. Mellső lába úszóhártya nélküli, hátsó lábán némi úszóhártya látható. A hímeknek fehér színű, páros hanghólyagjuk, valamint combmirigyük van.

## Természetvédelmi helyzete
A vörös lista a veszélyeztetett fajok között tartja nyilván. Egy védett területen, a Nosy Mangabe rezervátumban fordul elő, a Masoala Nemzeti Parkban még nem erősítették meg jelenlétét.